# Václav Michal Pešina z Čechorodu

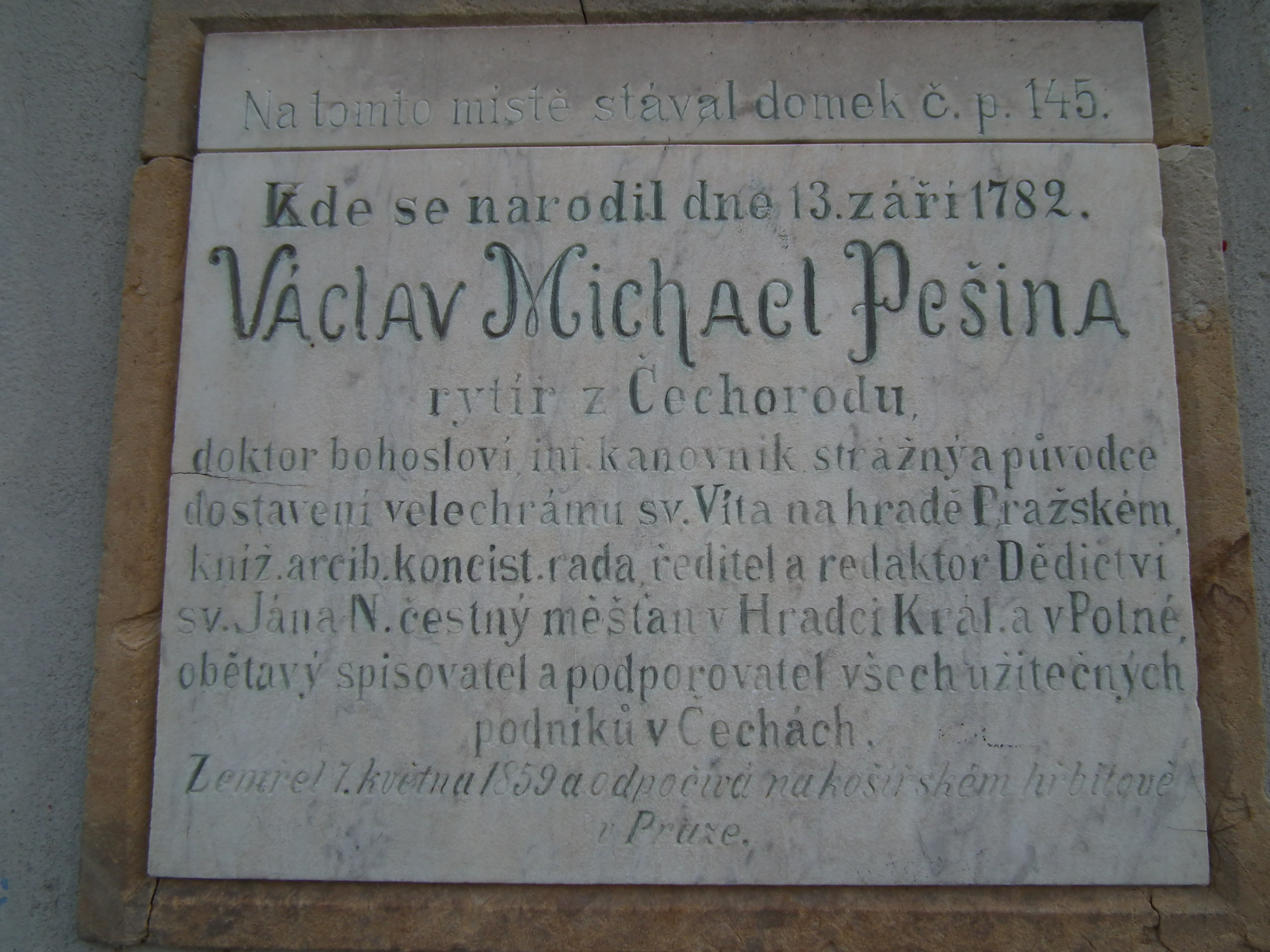
Pamětní deska na fasádě novohradecké školy

Václav Michal Pešina rytíř z Čechorodu (13. září 1782, Nový Hradec Králové – 7. května 1859, Praha) byl český římskokatolický kněz, spisovatel a nakladatel se zásluhami o dostavění Svatovítské katedrály.

## Život
Narodil se v Novém Hradci Králové, v domě, na jehož místě dnes stojí základní škola (v ulici, která dnes nese jeho jméno). V Hradci Králové studoval gymnázium, filozofii a bohosloví. Po vysvěcení na kněze roku 1807 sloužil nejprve jako kaplan v Polné. V roce 1814 mu svěřili faru v Krucemburku, po roce 1819 pak faru Blučina u Brna, kde působil i jako dozorce škol farního okresu hustopečského. Byl velmi pracovitý a oblíbený. Ve svěřených obcích usiloval o vzdělání a národní uvědomění, zapojil se do šíření českých knih.
21. listopadu 1828, v den 484. výročí položení základního kamene katedrály sv. Víta, měl vidění, v němž se mu ukládala povinnost ujmout se její dostavby. Tento sen se několikrát opakoval a velmi ho znepokojil. Roku 1832 přijal nabídku členství ve svatovítské kapitule. Když se mu po příjezdu do Prahy stejný sen zdál znovu, rozhodl se už definitivně, že pro dostavbu chrámu učiní vše, co bude v lidských silách. Nesporně na něj působil také příklad jmenovce, Tomáše Pešiny z Čechorodu. Katedrála byla tehdy po požáru (1541), plundrování (Abraham Scultetus, evangelický kazatel na dvoře Fridricha Falckého r. 1619), úmyslném ničení (pruské dělostřelectvo v r. 1757) a nezdařilém pokusu o barokní dostavbu (Tomáš Pešina z Čechorodu r. 1670) malá, viditelně nedokončená a nedostatečně reprezentativní. Německý archeolog Franz Johann Joseph Bock se ještě počátkem 60. let 19. století vyjádřil, že je to „impozantní zřícenina uprostřed hlavního města Čech“.
Roku 1834 představil vídeňský architekt českého původu Karel Řivnáč návrh dostavby. Pešina se pro něj snažil nejprve získat podporu mocného kancléře Metternicha. Ten se k myšlence postavil příznivě. Pozval Pešinu na svůj zámek Johannisberg v Porýní a zajistil mu setkání s německým architektem Zwirnerem, který krátce předtím za srovnatelných podmínek dokončil katedrálu v Kolíně nad Rýnem. Výsledkem jednání nebyla přímá finanční pomoc, spíše rady.
Po návratu do Prahy se Pešina snažil založit sdružení za účelem dostavby chrámu. Příliš se mu nedařilo. Nenechal se ovšem odradit a roku 1843 získal na svou stranu hraběte Františka Thuna. Společně podali žádost o povolení vzniku Jednoty svatovítské, přičemž souhlas dostali následujícího roku. V srpnu 1844 se neúspěšně pokoušeli zařadit dostavbu na pořad jednání německých stavitelů, kteří měli sjezd v Praze. Ještě třináct let uplynulo, než se záležitost začala posouvat dopředu. 1. listopadu 1857 vydala pětice osobností – Václav Michal Pešina, František Thun mladší, Jakub Beer (velmistr křižovníků), Karel Walter a Karel Helminger (oba advokáti) provolání k účasti na vlasteneckém podniku. První setkání zájemců se konalo na Staroměstské radnici 28. března 1859. Pešina tam pronesl plamenný projev. Svatovítskou katedrálu prohlásil za druhou nejvýznamnější gotickou stavbu (po kolínské) a varoval přítomné, aby později nelitovali své dnešní nečinnosti, protože jedinečná památka podléhá zkáze. Navrhl vyhlásit národní sbírku, protože podle jeho výpočtu by stačilo 10 zlatých od každé obce po dobu 15–20 let. Další shromáždění bylo ohlášeno na 22. května. Toho se ale už nedožil – zemřel na mrtvici v noci ze 6. na 7. května 1859. Je pohřben na Malostranském hřbitově na Smíchově. Pohřební poctu Pešinovi složil hrabě František Thun.
Vedle úsilí o obnovení svatovítského chrámu byl činný i jako novinář a vydavatel. Společně s Jungmannem, Palackým a Preslem zakládal Matici českou. V letech 1832–1847 byl redaktorem Časopisu katolického duchovenstva a po 22 let do roku 1857 správcem Dědictví svatojanského – spolku pro vydávání českých knih, založeného Antonínem Hanikýřem. V době největšího rozvoje mělo toto nakladatelství 17–18 tisíc členů. Napsal nebo sestavil přes třicet náboženských spisů a zpěvníků. U příležitosti 50 let vysvěcení na kněze (1857) získal od císaře železnou korunu, rytířský titul a přídomek z Čechorodu.

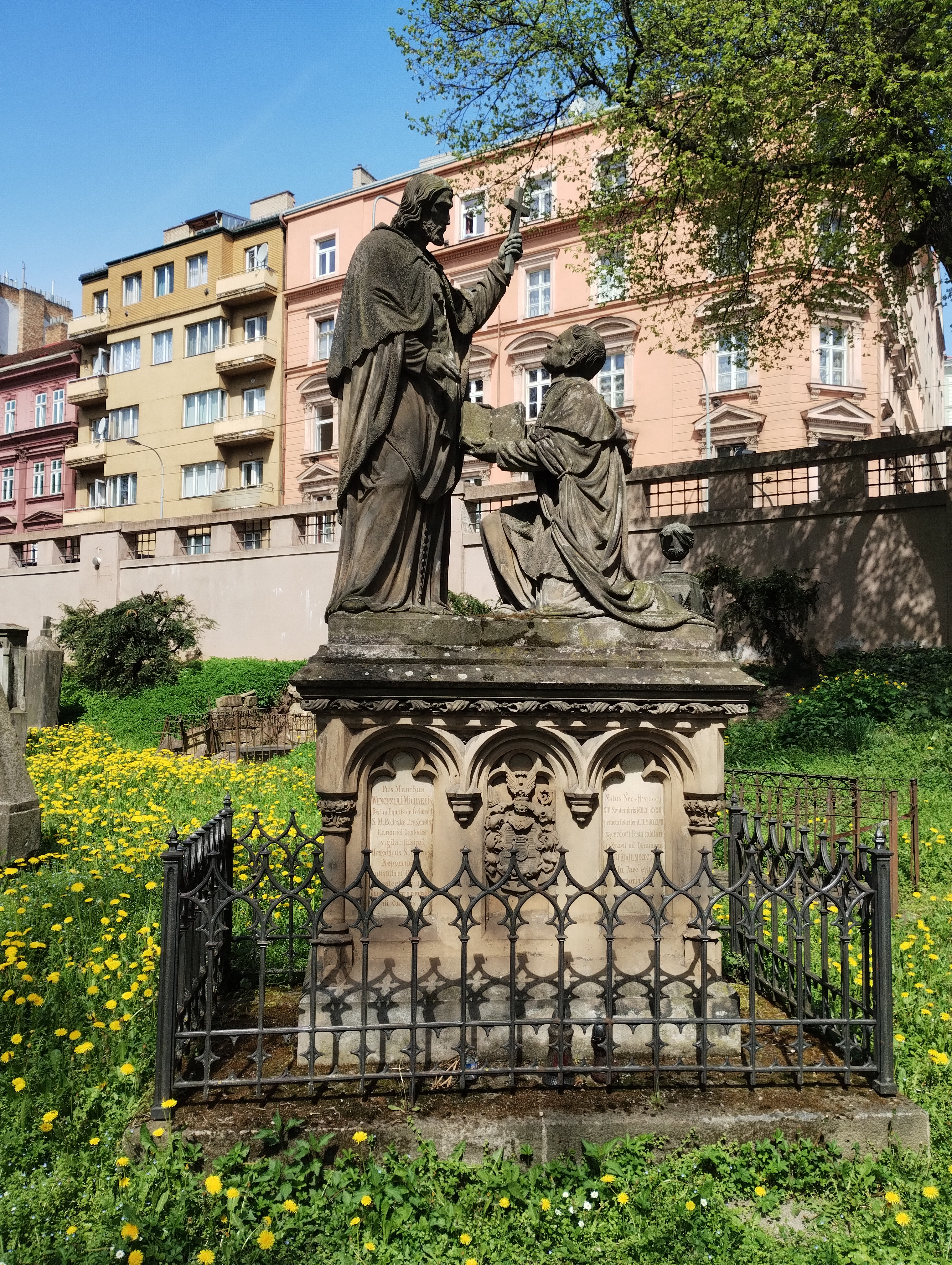
Hrob V. M. Pešiny z Čechorodu na Malostranském hřbitově